# Зимнее (озеро, Лоухский район)
Зимнее — пресноводное озеро на территории Амбарнского сельского поселения Лоухского района Республики Карелии.

## Общие сведения
Площадь озера — 2,7 км², площадь водосборного бассейна — 54,6 км². Располагается на высоте 86,8 метров над уровнем моря.
Форма озера лопастная, продолговатая: оно более чем на четыре километра вытянуто с северо-запада на юго-восток. Берега изрезанные, каменисто-песчаные, местами заболоченные.
Через озеро течёт река без названия, которая впадает в губу Курку на севере Верхнего Кумозера. Из Верхнего Кумозера вытекает река Верхняя Куземка, впадающая в Пильдозеро, через которое протекает река Воньга, впадающая, в свою очередь, в Белое море.
В озере расположено не менее семи безымянных островов различной площади.
К югу от озера проходит автозимник.
Населённые пункты вблизи водоёма отсутствуют.
Код объекта в государственном водном реестре — 02020000711102000003450.